# Juan Torres Sala de Orduña y Feliu
Juan Torres Sala de Orduña y Feliu (Pego, 6 de febrer de 1892 - València, 23 de juliol de 1974) fou un terratinent i polític valencià, diputat a les Corts Espanyoles durant la Segona República.

## Biografia
Hereu de dues famílies de cacics i casat amb la marquesa de Valero de Palma. Estudià dret i fou un destacat entomòleg i membre de la Reial Societat Espanyola d'Història Natural. Políticament conservador, fou molt influent durant la dictadura de Primo de Rivera i alcalde de Pego el 1930-1931. Després milità a la Dreta Regional Agrària i a Acció Popular, partit amb el qual fou elegit com a diputat per la província d'Alacant dins les llistes de la CEDA a les eleccions generals espanyoles de 1933 i 1936.
Durant la guerra civil espanyola donà suport al règim franquista i en acabar fou regidor i tinent d'alcalde de l'ajuntament de València (1943-1947), director del Centre de Cultura Valenciana i de la Institució Alfons el Magnànim.

## Col·lecció entomològica
A la seua mort, i d'acord amb el seu testament, es va constituir la Fundació Entomològica Torres Sala, dipositària d'una col·lecció de més de 100.000 exemplars d'insectes europeus — amb una important representació de la fauna valenciana —, d'Amèrica del Sud, Àsia, Àfrica i Oceania. En formaven part del patronat l'Ajuntament de València i la Diputació de València. El 30 de juny de 2012 la Generalitat Valenciana, l'Ajuntament i la Diputació van liquidar la Fundació, cosa que va suposar el tancament del Museu Entomològic que, ubicat al carrer de la Petxina de València, mostrava les col·leccions de coleòpters i lepidòpters.
La col·lecció d'hemípters va ser cedida l'any 1965 al Museu de Zoologia de Barcelona, i actualment es conserva al Museu de Ciències Naturals de Barcelona.
Està previst que la col·lecció de coleòpters i lepidòpters es trasllade al Museu de Ciències Naturals de València.